# فرانتس هامر
فرانتس هامر (به آلمانی: Franz Humer) (زاده ۱ ژوئیه ۱۹۴۶) کارآفرین، بازرگان و مدیر ارشد اجرایی سوئیسی-اتریشی است، که در حال حاضر به‌عنوان رئیس هیئت مدیره شرکت دیاجیو فعالیت می‌کند. وی از اعضای هیئت مدیره شرکت‌های هوفمان-لا روش و سیتی‌گروپ نیز می‌باشد.